# Гайдым, Иван Яковлевич
Иван Яковлевич Гайды́м (11 ноября 1916, Писаревка, Уфимская губерния — 24 июня 1944, Шумилинский район, Витебская область) — Гвардии капитан Рабоче-крестьянской Красной Армии, участник Великой Отечественной войны, Герой Советского Союза (1944).

## Биография
Иван Гайдым родился 11 ноября 1916 года в деревне Писаревка (ныне — Альшеевский район Башкирии) в семье крестьянина. Окончил семь классов школы, работал трактористом в колхозе. В 1936 году был призван на службу в Рабоче-крестьянскую Красную Армию. Участвовал в советско-финской войне. Демобилизовавшись, работал в милиции города Минска. 12 января 1942 года был повторно призван в армию Марксштадтским районным военным комиссариатом Саратовской области. С февраля того же года — на фронтах Великой Отечественной войны. В 1942 году окончил курсы политсостава, в 1943 году — курсы командиров рот. К июню 1944 года гвардии капитан Иван Гайдым командовал ротой 213-го гвардейского стрелкового полка 71-й гвардейской стрелковой дивизии 6-й гвардейской армии 1-го Прибалтийского фронта. Отличился во время освобождения Белорусской ССР.
22 июня 1944 года рота И. Я. Гайдыма в бою у посёлка Шумилино Витебской области Белорусской ССР прорвала немецкую оборону и овладела деревней Ильницы, отбив две вражеские контратаки. 24 июня рота переправилась через Западную Двину и захватила плацдарм на её западном берегу. Немецкие войска неоднократно контратаковали, но, понеся сильные потери, были вынуждены отходить. В тот день в одном из боёв И. Я. Гайдым погиб. Похоронен в деревне Загромадино Бешенковичского района Витебской области Белоруссии.
Указом Президиума Верховного Совета СССР от 22 июля 1944 года за «умелое командование ротой и проявленные мужество и героизм в боях с немецкими захватчиками» гвардии капитан Иван Гайдым посмертно был удостоен высокого звания Героя Советского Союза. Также был награждён орденами Ленина, Красной Звезды и Отечественной войны I степени, а также рядом медалей. В честь И. Я. Гайдыма названа улица в посёлке Раевка.